# Courteron
Courteron est une commune française, située dans le département de l'Aube en région Grand Est.

## Géographie

### Hydrographie
La commune est dans la région hydrographique « la Seine de sa source au confluent de l'Oise (exclu) » au sein du bassin Seine-Normandie. Elle est drainée par la Seine, la Seine et divers autres petits cours d'eau,.
La Seine, un fleuve long de 775 km, coule dans le Bassin parisien et notamment dans le département de l’Aube en le traversant du sud-est au nord-ouest. Elle irrigue la commune dans sa partie centrale.

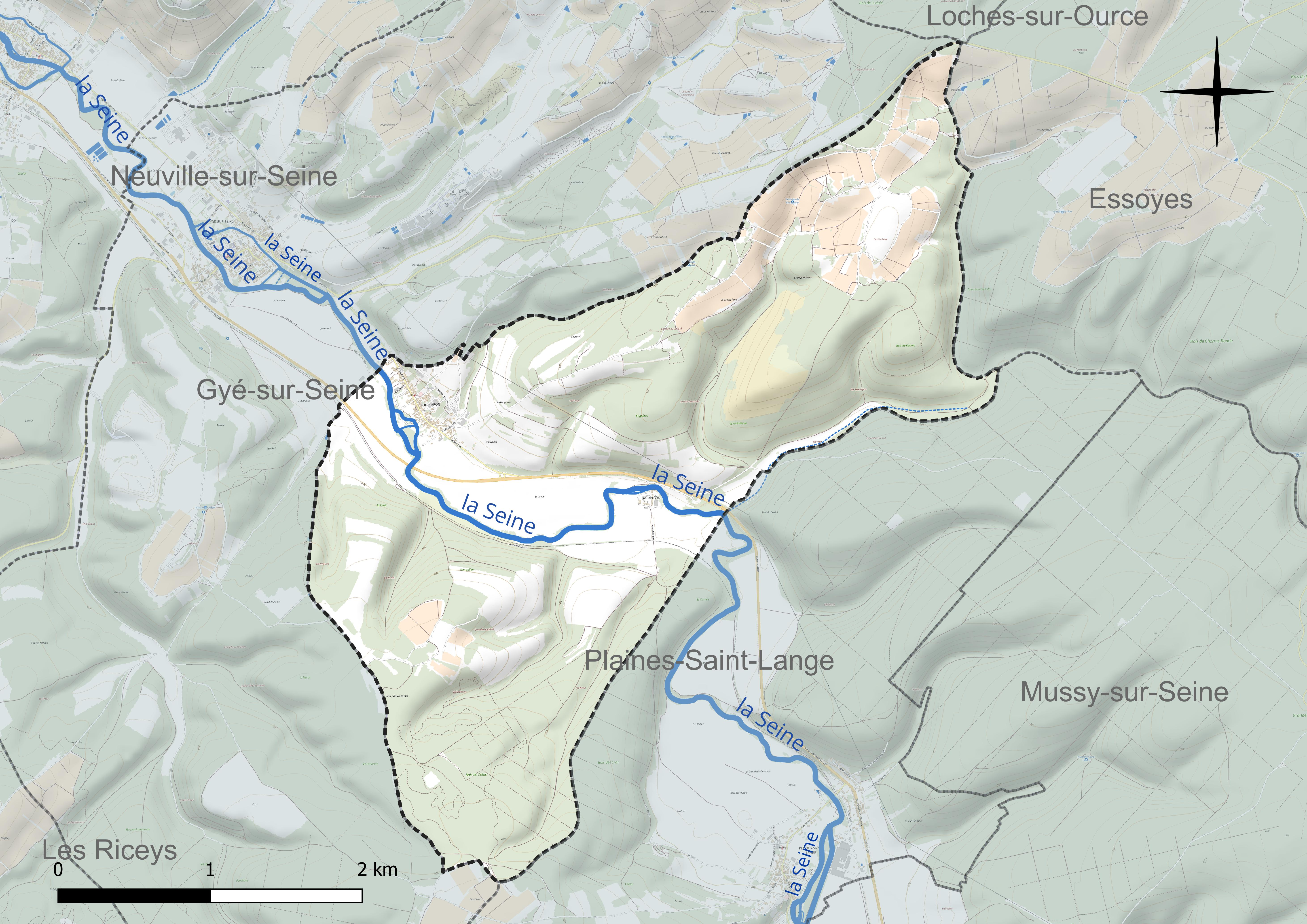
Réseau hydrographique de Courteron.

### Climat
Pour des articles plus généraux, voir Climat du Grand Est et Climat de l'Aube.
En 2010, le climat de la commune est de type climat des marges montargnardes, selon une étude du Centre national de la recherche scientifique s'appuyant sur une série de données couvrant la période 1971-2000. En 2020, Météo-France publie une typologie des climats de la France métropolitaine dans laquelle la commune est exposée à un climat océanique altéré et est dans la région climatique Lorraine, plateau de Langres, Morvan, caractérisée par un hiver rude (1,5 °C), des vents modérés et des brouillards fréquents en automne et hiver.
Pour la période 1971-2000, la température annuelle moyenne est de 10,5 °C, avec une amplitude thermique annuelle de 15,8 °C. Le cumul annuel moyen de précipitations est de 839 mm, avec 12,5 jours de précipitations en janvier et 8,6 jours en juillet. Pour la période 1991-2020, la température moyenne annuelle observée sur la station météorologique de Météo-France la plus proche, « Celles-sur-ource », sur la commune de Celles-sur-Ource à 7 km à vol d'oiseau, est de 11,4 °C et le cumul annuel moyen de précipitations est de 747,2 mm. 
La température maximale relevée sur cette station est de 40,6 °C, atteinte le 25 juillet 2019 ; la température minimale est de −15 °C, atteinte le 1er mars 2005,,.
Les paramètres climatiques de la commune ont été estimés pour le milieu du siècle (2041-2070) selon différents scénarios d'émission de gaz à effet de serre à partir des nouvelles projections climatiques de référence DRIAS-2020. Ils sont consultables sur un site dédié publié par Météo-France en novembre 2022.

## Urbanisme

### Typologie
Au 1er janvier 2024, Courteron est catégorisée commune rurale à habitat dispersé, selon la nouvelle grille communale de densité à 7 niveaux définie par l'Insee en 2022.
Elle est située hors unité urbaine et hors attraction des villes,.

### Occupation des sols
L'occupation des sols de la commune, telle qu'elle ressort de la base de données européenne d’occupation biophysique des sols Corine Land Cover (CLC), est marquée par l'importance des forêts et milieux semi-naturels (60,2 % en 2018), en augmentation par rapport à 1990 (56,7 %). La répartition détaillée en 2018 est la suivante : 
forêts (57,1 %), terres arables (22,1 %), cultures permanentes (11,6 %), zones agricoles hétérogènes (5,8 %), milieux à végétation arbustive et/ou herbacée (3,1 %), prairies (0,3 %). L'évolution de l’occupation des sols de la commune et de ses infrastructures peut être observée sur les différentes représentations cartographiques du territoire : la carte de Cassini (XVIIIe siècle), la carte d'état-major (1820-1866) et les cartes ou photos aériennes de l'IGN pour la période actuelle (1950 à aujourd'hui).

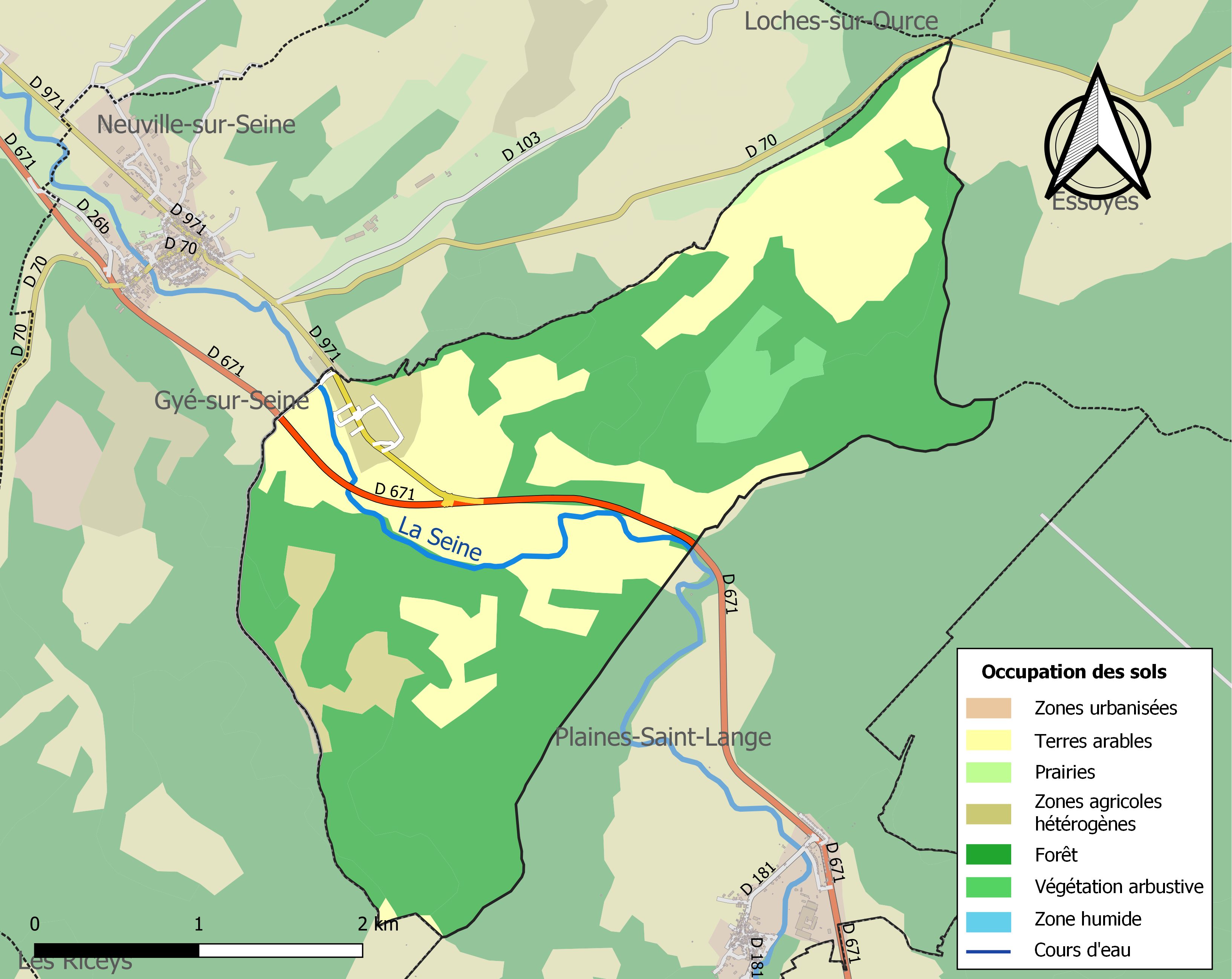
Carte des infrastructures et de l'occupation des sols de la commune en 2018 (CLC).

## Histoire
L'histoire de Courteron a été documentée de manière très riche dans un ouvrage de Rémi Huth publié en juillet 2017 intitulé "Courteron - Un village champenois dans l'Histoire".
En 1789, le village dépendait de l'intendance et de la généralité de Châlons, de lélection de Bar-sur-Aube, pour le bailliage : une partie de celui de Sens et l'autre du bailliage signeurial de Gyé-sur-Seine.
Mary Chollot, dans « Regards sur le passé de Courteron », relate que « Courteron fut la première commune de l'Aube (et l'une des premières de France) électrifiée par elle-même.
Le don de la force motrice ayant été fait par monsieur Nicolle, au retour des Amériques où il avait puisé cette idée. Propriétaire du Moulin il put procéder d'abord à l'éclairage des rues de la commune, et en 1888 cette inauguration officielle se marqua d'une fête inoubliable. »

## Politique et administration
| Période                                  | Période  | Identité                                     | Étiquette | Qualité     |
| ---------------------------------------- | -------- | -------------------------------------------- | --------- | ----------- |
| 1925                                     | 1940     | Ferdinand Boucher                            | PCF       | Viticulteur |
| mars 2001                                | En cours | Gérard Gillot Réélu pour le mandat 2020-2026 | DVD       | Retraité    |
| Les données manquantes sont à compléter. |          |                                              |           |             |

## Démographie
L'évolution du nombre d'habitants est connue à travers les recensements de la population effectués dans la commune depuis 1793. Pour les communes de moins de 10 000 habitants, une enquête de recensement portant sur toute la population est réalisée tous les cinq ans, les populations de référence des années intermédiaires étant quant à elles estimées par interpolation ou extrapolation. Pour la commune, le premier recensement exhaustif entrant dans le cadre du nouveau dispositif a été réalisé en 2007.

En 2022, la commune comptait 100 habitants, en évolution de −5,66 % par rapport à 2016 (Aube : +0,7 %, France hors Mayotte : +2,11 %).
| 1793 | 1800 | 1806 | 1821 | 1831 | 1836 | 1841 | 1846 | 1851 |
| ---- | ---- | ---- | ---- | ---- | ---- | ---- | ---- | ---- |
| 538  | 558  | 545  | 504  | 525  | 492  | 498  | 522  | 529  |

| 1856 | 1861 | 1866 | 1872 | 1876 | 1881 | 1886 | 1891 | 1896 |
| ---- | ---- | ---- | ---- | ---- | ---- | ---- | ---- | ---- |
| 467  | 504  | 503  | 475  | 435  | 400  | 391  | 382  | 349  |

| 1901 | 1906 | 1911 | 1921 | 1926 | 1931 | 1936 | 1946 | 1954 |
| ---- | ---- | ---- | ---- | ---- | ---- | ---- | ---- | ---- |
| 349  | 312  | 290  | 250  | 234  | 219  | 195  | 179  | 170  |

| 1962 | 1968 | 1975 | 1982 | 1990 | 1999 | 2006 | 2007 | 2012 |
| ---- | ---- | ---- | ---- | ---- | ---- | ---- | ---- | ---- |
| 165  | 154  | 130  | 149  | 149  | 136  | 122  | 120  | 114  |

| 2017 | 2022 | - | - | - | - | - | - | - |
| ---- | ---- | - | - | - | - | - | - | - |
| 105  | 100  | - | - | - | - | - | - | - |

## Économie
Commune comptant 24 exploitants produisant des vins de Champagne, notamment :
- - Champagne Ambroise Laurent
  - Champagne Dubreuil Frères
  - Champagne Cottet-Dubreuil
  - Champagne Fleury[23].
  - Champagne Mannoury EM
  - Champagne Maurice Deguise
  - Champagne Schreiber

Le champagne Fleury est cultivé en « biodynamie » et a fait l'objet de plusieurs articles dans la presse à ce sujet,,.
La commune compte également deux entreprises de terrassement.

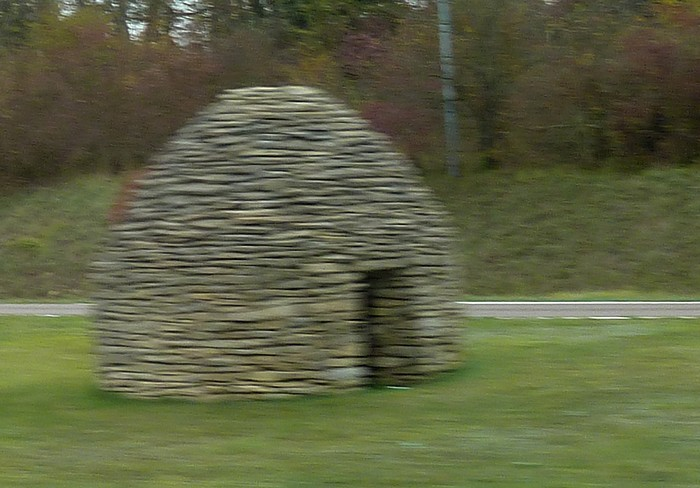
Une cadole déplacée et reconstruite à l'entrée du village.

## Culture locale et patrimoine

### Lieux et monuments
- Un circuit de randonnée pédestre autour de la découverte des cadoles autour du village a été en place par l'Office du Tourisme de l'Aube[27].
- L'ancien moulin du village, datant du Moyen Age, a été rénové en microcentrale hydroélectrique. Les travaux ont été financés grâce à un crowdfunding réalisé en 2016, ce qui a probablement constitué une première au niveau européen pour de l'hydroélectricité.
- Église Saint-Lambert de Courteron.

### Personnalités liées à la commune
Le peintre Paul Rebeyrolle a habité quelques années à Courteron après son départ de Paris en 1960.